# Arszki járás

Az Arszki járás Tatárföldön

Az Arszki járás (oroszul Арский район, tatárul Арча районы) Oroszország egyik járása Tatárföldön. Székhelye Arszk.

## Népesség
- 1989-ben 61 959 lakosa volt.
- 2002-ben 51 343 lakosa volt.
- 2010-ben 51 667 lakosa volt, melyből 47 921 tatár, 3 065 orosz, 286 mari, 39 udmurt, 33 ukrán, 30 csuvas, 21 baskír, 6 mordvin.